# Leucochrysa inquinata
Leucochrysa inquinata är en insektsart som beskrevs av Gerstaecker 1888. Leucochrysa inquinata ingår i släktet Leucochrysa och familjen guldögonsländor. Inga underarter finns listade i Catalogue of Life.